# Клара
Клара (фр. Clara) насеље је и општина у јужној Француској у региону Лангдок-Русијон, у департману Источни Пиринеји која припада префектури Прад.
По подацима из 2011. године у општини је живело 245 становника, а густина насељености је износила 28,16 становника/km². Општина се простире на површини од 8,70 km². Налази се на средњој надморској висини од 668 метара (максималној 1.880 m, а минималној 380 m).

## Демографија
| 1962. | 1968. | 1975. | 1982. | 1990. | 1999. | 2011. |
| ----- | ----- | ----- | ----- | ----- | ----- | ----- |
| 148   | 109   | 106   | 119   | 153   | 161   | 245   |

График промене броја становника у току последњих година